# Martina Moravcová

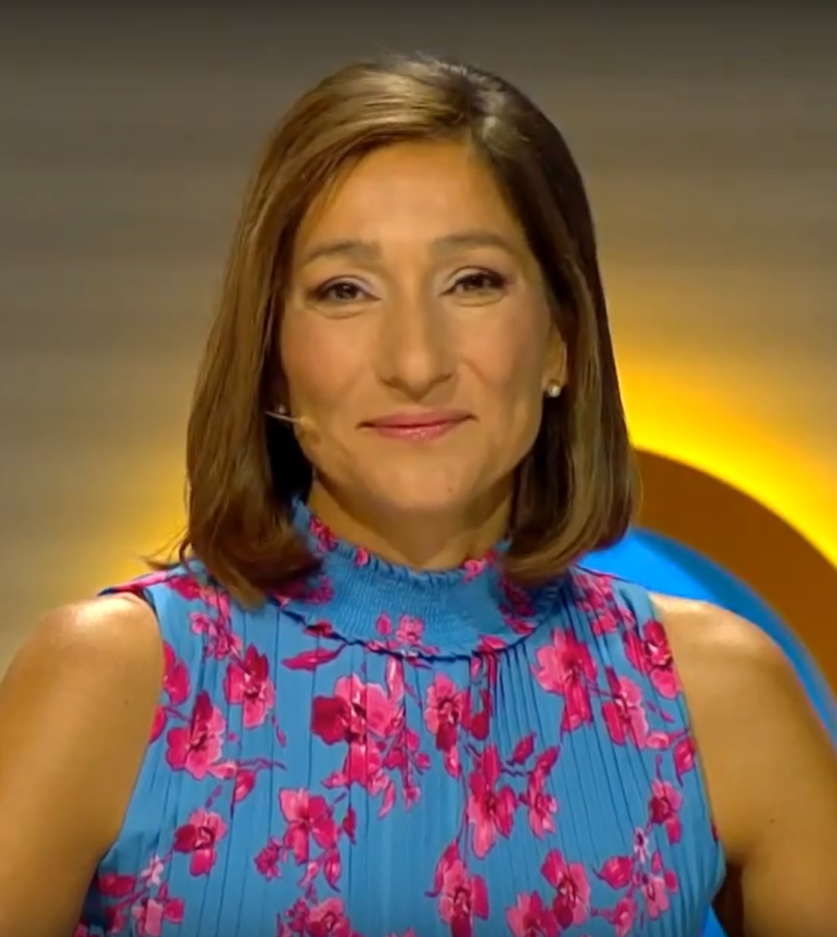
Martina Moravcová (2022)

Martina Moravcová (Piešťany, 16 januari 1976) maakte op zestienjarige leeftijd haar olympisch debuut als zwemster bij de Olympische Spelen in Barcelona, en de geboren Slowaakse deed dat namens het toenmalige Tsjechoslowakije.
Moravcová ontpopte zich in de jaren negentig van de 20e eeuw als een veelzijdige veelvraat, die op vrijwel alle zwemslagen uit de voeten kon en kan. In al die jaren miste de veelvuldig gelauwerde zwemster slechts één groot international toernooi: de Europese kampioenschappen langebaan (50 meter) van 1999 in Istanboel, en dat was wegens een blessure. In haar vaderland geldt Moravcová, hoewel woonachtig in de Verenigde Staten (Dallas) en getraind door een Amerikaan (Steve Collins), al jaren als ’s lands grootste sportvrouw. Meerdere prijzen en onderscheidingen vielen haar dan ook ten deel.
Haar tevens in het Engels vertaalde autobiografie "Martina s rodokmeňom Evy" (Martina met het voorgeslacht van Eva) verscheen in december 2003, vlak nadat Moravcová voor de zesde keer was uitgeroepen tot Slowakije’s Sportvrouw van het Jaar.

## Internationale erelijst

### 1991
Europese Jeugdkampioenschappen (langebaan) in Antwerpen:
- Tweede op de 100 meter vrije slag
- Derde op de 4x100 meter vrije slag

Europese kampioenschappen kortebaan (25 meter) in Gelsenkirchen:
- Vijfde plaats op de 50 meter rugslag

### 1992
Olympische Spelen (langebaan) in Barcelona:
- Achttiende plaats op de 100 meter vrije slag
- Negentiende plaats op de 100 meter vlinderslag

### 1993
Wereldkampioenschappen kortebaan (25 meter) in Palma de Mallorca:
- Vierde op de 100 meter vrije slag 54,52
- Vierde op de 200 meter vrije slag 1.58,21

### 1994
Wereldkampioenschappen langebaan (50 meter) in Rome:
- Veertiende op de 200 meter vrije slag 2.03,21

### 1995
Europese kampioenschappen langebaan (50 meter) in Wenen:
- Vijfde op de 100 meter vrije slag 56,73
- Zevende op de 200 meter vrije slag 2.02,60

Wereldkampioenschappen kortebaan (25 meter) in Rio de Janeiro:
- Zesde op de 100 meter vrije slag 55,27
- Derde op de 200 meter vrije slag 1.56,61
- Tweede op de 200 meter wisselslag 2.11,91

### 1996
Olympische Spelen (langebaan) in Atlanta:
- Vijftiende op de 100 meter vrije slag 56,47
- Negende op de 200 meter vrije slag 2.00,96
- Dertiende op de 200 meter wisselslag 2.17,40

### 1997
Wereldkampioenschappen kortebaan (25 meter) in Göteborg:
- Vierde op de 100 meter vrije slag 54,04
- Vijfde op de 100 meter vlinderslag 58,58
- Derde op de 200 meter vrije slag 1.56,66

Europese kampioenschappen langebaan (50 meter) in Sevilla:
- Tweede op de 100 meter vrije slag 55,46
- Tweede op de 100 meter vlinderslag 59,74
- Vierde op de 200 meter vrije slag 2.00,34
- Tweede op de 200 meter wisselslag 2.15,02

### 1998
Wereldkampioenschappen langebaan (50 meter) in Perth:
- Tweede op de 100 meter vrije slag 55,09
- Zesde op de 100 meter vlinderslag 59,47
- Tweede op de 200 meter vrije slag 1.59,61
- Derde op de 200 meter wisselslag 2.14,26

Europese kampioenschappen kortebaan (25 meter) in Sheffield:
- Tweede op de 100 meter vrije slag 53,94
- Eerste op de 100 meter vlinderslag 57,72
- Eerste op de 100 meter wisselslag 1.00,43
- Eerste op de 200 meter vrije slag 1.55,12

### 1999
Wereldkampioenschappen kortebaan (25 meter) in Hongkong:
- Vierde op de 100 meter vrije slag 53,79
- Eerste op de 100 meter wisselslag 1.00,20
- Eerste op de 200 meter vrije slag 1.56,11
- Eerste op de 200 meter wisselslag 2.08,55

Europese kampioenschappen kortebaan (25 meter) in Lissabon:
- Vierde op de 100 meter vrije slag 54,09
- Eerste op de 100 meter wisselslag 1.00,78
- Eerste op de 200 meter vrije slag 1.56,28
- Tweede op de 200 meter wisselslag 2.09,25

### 2000
Wereldkampioenschappen kortebaan (25 meter) in Athene:
- Derde op de 100 meter vrije slag 53,88
- Eerste op de 100 meter wisselslag 59,71
- Tweede op de 200 meter vrije slag 1.56,46
- Tweede op de 200 meter wisselslag 2.08,98

Europese kampioenschappen langebaan (50 meter) in Helsinki:
- Derde op de 50 meter vlinderslag 26,98
- Tweede op de 100 meter vrije slag 54,45
- Eerste op de 100 meter vlinderslag 58,72
- Tweede op de 200 meter vrije slag 2.00,08

Olympische Spelen (langebaan) Sydney:
- Vijfde op de 50 meter vrije slag 25,24
- Vijfde op de 100 meter vrije slag 54,72
- Tweede op de 100 meter vlinderslag 57,97
- Tweede op de 200 meter vrije slag 1.58,32

Europese kampioenschappen kortebaan (25 meter) in Valencia:
- Derde op de 100 meter vrije slag 53,97
- Eerste op de 100 meter vlinderslag 57,54
- Eerste op de 100 meter wisselslag 1.00,58
- Eerste op de 200 meter vrije slag 1.56,51

### 2001
Wereldkampioenschappen langebaan (50 meter) in Fukuoka:
- Dertiende op de 50 meter vrije slag 25,77
- Vierde op de 100 meter vrije slag 55,12
- Vijfde op de 200 meter vrije slag 1.59,29

Europese kampioenschappen kortebaan (25 meter) in Antwerpen:
- Tweede op de 100 meter vrije slag 52,97
- Eerste op de 100 meter vlinderslag 57,20
- Eerste op de 100 meter wisselslag 1.00,16
- Eerste op de 200 meter vrije slag 1.54,74

### 2002
Wereldkampioenschappen kortebaan (25 meter) in Moskou:
- Tweede op de 100 meter vrije slag 52,96
- Eerste op de 100 meter vlinderslag 57,04
- Eerste op de 100 meter wisselslag 59,91

Europese kampioenschappen langebaan in Berlijn:
- Tweede op de 50 meter vrije slag 25,09
- Tweede op de 100 meter vrije slag 54,61
- Eerste op de 100 meter vlinderslag 57,20

Europese kampioenschappen kortebaan (25 meter) in Riesa:
- Tweede op de 100 meter vrije slag 53,66
- Eerste op de 100 meter vlinderslag 56,82
- Eerste op de 100 meter wisselslag 1.00,21

### 2003
Wereldkampioenschappen langebaan (50 meter) in Barcelona:
- Zesde op de 50 meter vrije slag 25,17
- Zesde op de 100 meter vrije slag 54,86
- Derde op de 100 meter vlinderslag 58,24
- Tweede op de 200 meter vrije slag 1.58,44

Europese kampioenschappen kortebaan (25 meter) in Dublin:
- Tweede op de 50 meter vlinderslag 26,25
- Eerste op de 100 meter vlinderslag 57,25

### 2004
Europese kampioenschappen langebaan (50 meter) in Madrid:
- Vijfde op de 50 meter vrije slag 25,41
- Tweede op de 50 meter vlinderslag 27,09
- Achtste op de 100 meter vrije slag 55,39
- Eerste op de 100 meter vlinderslag 58,05

Olympische Spelen (langebaan) in Athene:
- Zevende op de 100 meter vrije slag 55,12
- Zesde op de 100 meter vlinderslag 58,96

Wereldkampioenschappen kortebaan (25 meter) in Indianapolis:
- Vierde op de 50 meter vlinderslag 26,58
- Eerste op de 100 meter vlinderslag 57,38
- Derde op de 100 meter wisselslag 1.00,95

Europese kampioenschappen kortebaan (25 meter) in Wenen:
- Tweede op de 50 meter vlinderslag 26,14
- Eerste op de 100 meter vlinderslag 56,89
- Eerste op de 200 meter vlinderslag 2.06,68

### 2005
Europese kampioenschappen kortebaan (25 meter) in Triëst:
- Zevende op de 100 meter vrije slag 54,38
- Achtste op de 50 meter vlinderslag 26,76
- Eerste op de 100 meter vlinderslag 58,19